# Back to the Woods (film fra 1919)
Back to the Woods er en amerikansk stumfilm fra 1919 af Hal Roach.